# Bernhard Förster

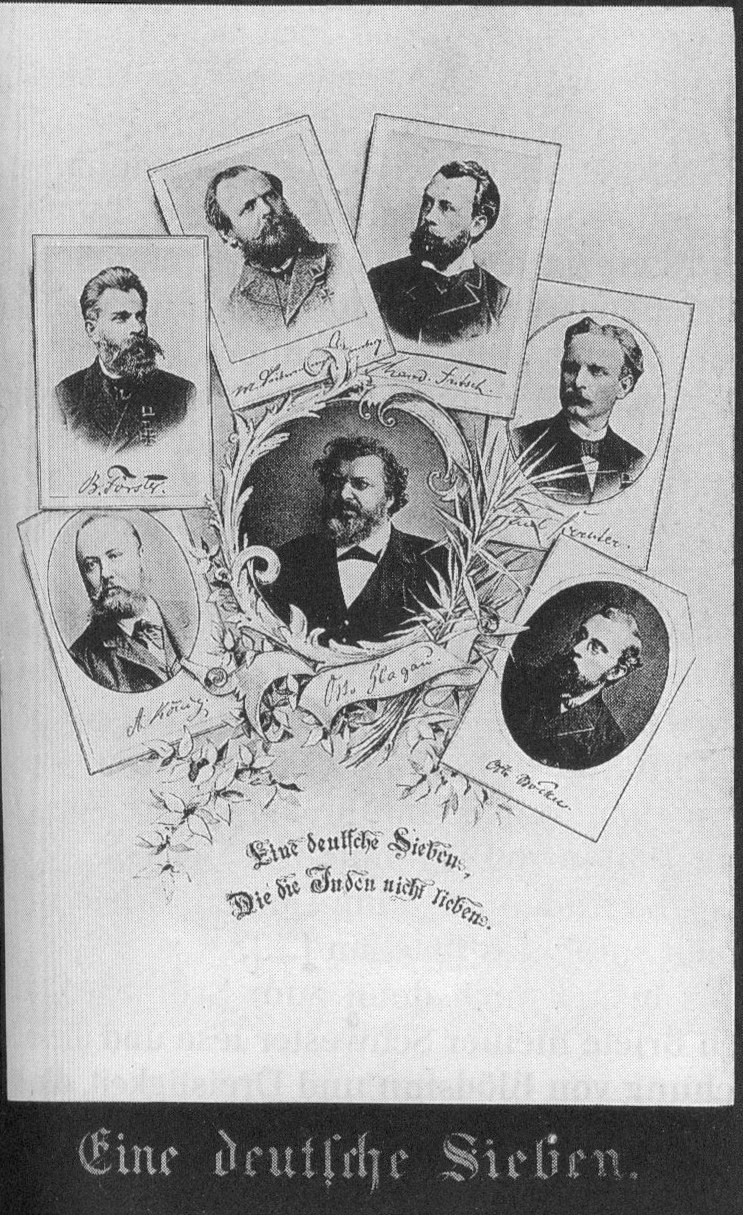
Bernhard Förster (druhý zleva) mezi ostatními antisemitskými spisovateli, cca rok 1880

Bernhard Förster (31. března 1843 – 3. června 1889, San Bernardino, Paraguay) byl německý učitel, který se stal antisemitou. To je evidentní například v jeho spisech k Židovské otázce, kde charakterizoval Židy jako „parazity na německém těle“
Byl ženatý s Elisabeth Förster-Nietzsche, sestrou filosofa Friedricha Nietzsche. Po ztroskotání jeho paraguayské kolonie „Nueva Germania“ pravděpodobně spáchal sebevraždu, když se otrávil morfinem a strychninem v pokoji hotelu del Lago v San Bernardinu, Paraguay 3. června 1889.